# Élections parlementaires argentines de 2019
Les élections législatives argentines de 2019 se tiennent le 27 octobre 2019 pour élire 130 des 257 députés à la Chambre des députés d'Argentine, ainsi que 24 des 72 sénateurs du Sénat. Le premier tour d'une élection présidentielle a lieu simultanément.
Le scrutin donne lieu à un congrès sans majorité. La coalition Ensemble pour le changement (centre droit et droite), menée par le parti Proposition républicaine, obtient la majorité relative à la Chambre des députés avec 46 % des sièges, devançant de seulement deux sièges la coalition Front commun (gauche et centre gauche) menée par le Parti justicialiste. Le Front commun obtient toutefois la majorité relative au Sénat, avec exactement la moitié des sièges.

## Contexte
Les élections de 2017 sont remportées par la coalition Cambiemos (“Changeons”), du président Mauricio Macri.
Deux ans plus tard, les élections de 2019 se déroulent sur fond de grave crise économique. Environ 40 % des Argentins vivent en dessous du seuil de pauvreté selon la chaîne nationale C5N (35 % selon les chiffres officiels, soit une augmentation de 30 % en un an). L’inflation dépasse les 54 % sur les 12 derniers mois et les 237 % depuis le début du mandat de Mauricio Macri. Les classes populaires ont de plus en plus de difficultés à se nourrir et beaucoup de personnes en viennent à sauter des repas. Selon la FAO, cinq millions d’Argentins souffraient d’une « insécurité alimentaire » grave sur la période 2016-2018, ce qui représentait une multiplication par deux par rapport à la période 2014-2016, et la situation s'est depuis lors encore aggravée. Le taux de chômage dépasse les 10 % selon des chiffres officiels vraisemblablement sous-évalués et une chute de 3,1 % du PIB est à prévoir pour l'année 2019 selon le FMI. Le gouvernement a sollicité en 2018 un prêt de 57 milliards de dollars au FMI et s'est engagé dans une politique de baisse des dépenses publiques, réduisant notamment le budget de l’éducation, de la science et de la santé.

## Système électoral

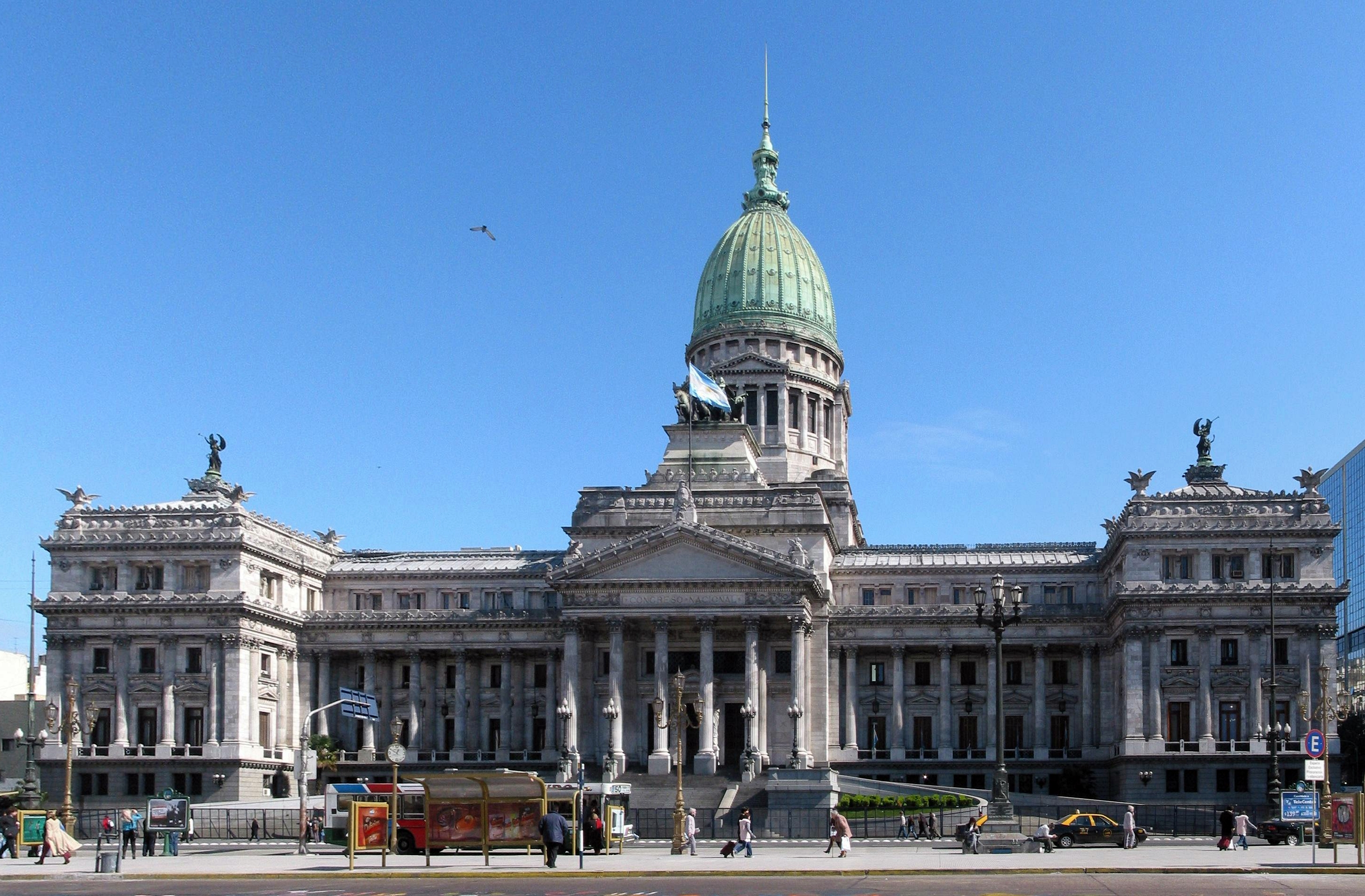
Palais du Congrès de la Nation argentine.

Le Congrès de la nation argentine est un parlement bicaméral doté d'une chambre basse, la Chambre des députés, et d'une chambre haute, le Sénat.
La Chambre des députés est renouvelable par moitié. Ce sont donc la moitié des 257 sièges de députés qui sont mis en jeu lors de cette élection, arrondis à 130 sièges. Le Sénat est quant à lui renouvelable par tiers. Ce sont donc un tiers des 72 sièges de sénateurs qui sont mis en jeu, soit 24 sièges.
Le droit de vote s'acquiert à 16 ans, et est obligatoire pour tous les citoyens âgés de 18 à 70 ans, à quelques exceptions près (maladie, éloignement des bureaux de vote). L'abstention est sanctionnée par une amende d'un montant variant entre 50 et 500 pesos argentins, et par l'interdiction d'occuper des fonctions ou des emplois publics pendant trois ans.

### Chambre
La Chambre des députés (Cámara de Diputados) est dotée de 257 sièges pourvus pour des mandats de quatre ans renouvelés par moitié tous les deux ans. Le système électoral mis en œuvre est celui du scrutin proportionnel plurinominal à la plus forte moyenne, selon la méthode d'Hondt dans 24 circonscriptions électorales plurinominales correspondants aux vingt-trois provinces de l'Argentine plus Buenos Aires. Le nombre de sièges par circonscription varie selon leur population. Un Seuil électoral de 4 % des suffrages exprimés au niveau national est requis pour que les listes de candidats puissent se voir attribuer des sièges.

### Sénat
Le Sénat est quant à lui doté de 72 sièges pourvus pour des mandats de six ans, renouvelables par tiers tous les deux ans dans les mêmes circonscriptions que les députés, selon une version modifiée du scrutin majoritaire à un tour. Dans ces vingt quatre circonscriptions plurinominales de trois sièges chacune, deux sièges sont attribués à la liste arrivant en tête, et le troisième à celle arrivée deuxième. Le sénat étant renouvelé par tiers, le scrutin n'a lieu que dans un tiers des circonscriptions.

## Calendrier électoral
| 30 avril   | Clôture des listes électorales provisoires.                |
| 10 mai     | Publication des listes électorales provisoires.            |
| 12 juin    | Date limite de formation des coalition nationales.         |
| 22 juin    | Date limite de soumission des listes de pré-candidats.     |
| 12 juillet | Clôture et publication des listes électorales définitives. |
| 12 juillet | Début de campagne des primaires.                           |
| 9 août     | Fin de la campagne électorale, à 8 heures.                 |
| 11 août    | Élections internes à chaque coalition                      |
| 27 octobre | Élections                                                  |

## Campagne
La Déclaration d'Ushuaïa est l'un des thèmes abordés durant la campagne de 2019.

## Candidatures
Ces élections opposent principalement le Front commun du candidat péroniste Alberto Fernández, qui est élu Président le même jour, à la coalition Ensemble pour le changement menée par le Président sortant Mauricio Macri et à l'alliance  "Consensus fédéral" de l'ancien ministre de l'Économie Roberto Lavagna.

## Résultat

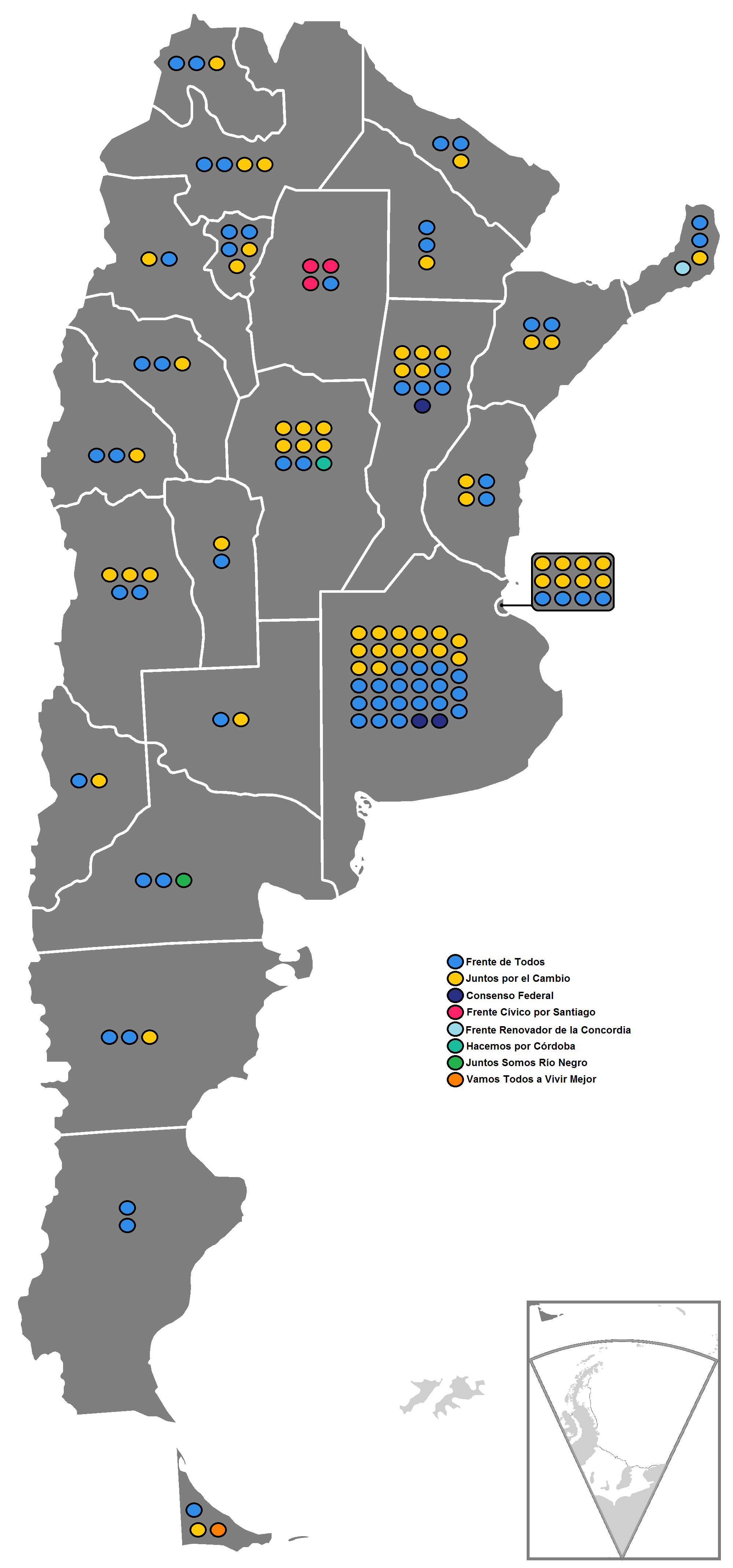
Sièges par parti par circonscription

### Chambre des députés
| Partis                   | Partis                              | Voix       | %     | Sièges      | Sièges      | Sièges | Sièges      | +/-           |
| Partis                   | Partis                              | Voix       | %     | Total avant | Pas en lice | Élus   | Total après | +/-           |
| ------------------------ | ----------------------------------- | ---------- | ----- | ----------- | ----------- | ------ | ----------- | ------------- |
|                          | Front commun                        | 11 606 411 | 45,25 | Nv          |             | 64     | 117         |               |
|                          | Ensemble pour le changement         | 10 347 605 | 40,36 | 109         |             | 56     | 116         |               |
|                          | Consensus fédéral                   | 1 500 442  | 5,85  | Nv          |             | 3      | 10          |               |
|                          | Front de gauche et des travailleurs | 765 450    | 2,99  |             |             | 0      |             |               |
|                          | Alliance constructive pour Córdoba  | 377 844    | 1,47  | 0           |             | 1      | 1           | 1             |
|                          | Front civique pour Santiago         | 326 566    | 1,27  | 7           |             | 3      | 6           |               |
|                          | Front rénovateur de la concorde     | 191 876    | 0,75  | 5           | 2           | 1      | 3           | 2             |
|                          | Ensemble nous sommes le Río Negro   | 121 478    | 0,47  | 0           | 0           | 1      | 1           | 1             |
|                          | Unis pour la liberté et la dignité  | 113 812    | 0,44  |             |             | 0      |             |               |
|                          | Front NOS                           | 111 910    | 0,44  |             |             | 0      |             |               |
|                          | Mouvement populaire Neuquén         | 78 342     | 0,31  |             |             | 0      |             |               |
|                          | Rencontre quartier Córdoba          | 44 642     | 0,17  |             |             | 0      |             |               |
|                          | Autodétermination et liberté        | 24 685     | 0,10  |             |             | 0      |             |               |
|                          | Ensemble vers une vie meilleure     | 17 992     | 0.07  | 0           | 0           | 1      | 1           | 1             |
|                          | Parti indépendant du Chubut         | 5 172      | 0,02  |             |             | 0      |             |               |
|                          | Parti social de Patagonie           | 4 727      | 0,02  |             |             | 0      |             |               |
|                          | Parti d'investissement fédéral      | 2 181      | 0,01  |             |             | 0      |             |               |
|                          |                                     |            |       |             |             |        |             |               |
| Suffrages exprimés       | Suffrages exprimés                  | 25 641 135 | 93,20 |             |             |        |             |               |
| Votes blancs             | Votes blancs                        | 1 596 110  | 5,80  |             |             |        |             |               |
| Votes nuls               | Votes nuls                          | 274 322    | 1,00  |             |             |        |             |               |
| Total                    | Total                               | 27 511 567 | 100   | 257         | 127         | 130    | 257         | en stagnation |
| Abstentions              | Abstentions                         | 6 720 328  | 19,63 |             |             |        |             |               |
| Inscrits / participation | Inscrits / participation            | 34 231 895 | 80,37 |             |             |        |             |               |

### Sénat
| Partis                   | Partis                            | Voix       | %   | Sièges      | Sièges      | Sièges | Sièges      | +/-           |
| Partis                   | Partis                            | Voix       | %   | Total avant | Pas en lice | Élus   | Total après | +/-           |
| ------------------------ | --------------------------------- | ---------- | --- | ----------- | ----------- | ------ | ----------- | ------------- |
|                          | Front commun                      |            |     | Nv          |             | 13     | 36          |               |
|                          | Ensemble pour le changement       |            |     | 24          |             | 8      | 28          |               |
|                          | Front civique pour Santiago       | 328 627    |     | 2           |             | 2      | 2           |               |
|                          | Ensemble nous sommes le Río Negro | 153 338    |     | 0           | 0           | 1      | 1           | 1             |
|                          | Autres partis                     |            |     |             |             | 0      |             |               |
|                          |                                   |            |     |             |             |        |             |               |
| Suffrages exprimés       |                                   |            |     |             |             |        |             |               |
| Votes blancs             |                                   |            |     |             |             |        |             |               |
| Votes nuls               |                                   |            |     |             |             |        |             |               |
| Total                    | Total                             |            | 100 | 72          | 48          | 24     | 72          | en stagnation |
| Abstentions              |                                   |            |     |             |             |        |             |               |
| Inscrits / participation | Inscrits / participation          | 33 841 837 |     |             |             |        |             |               |